# 比较动物学博物馆

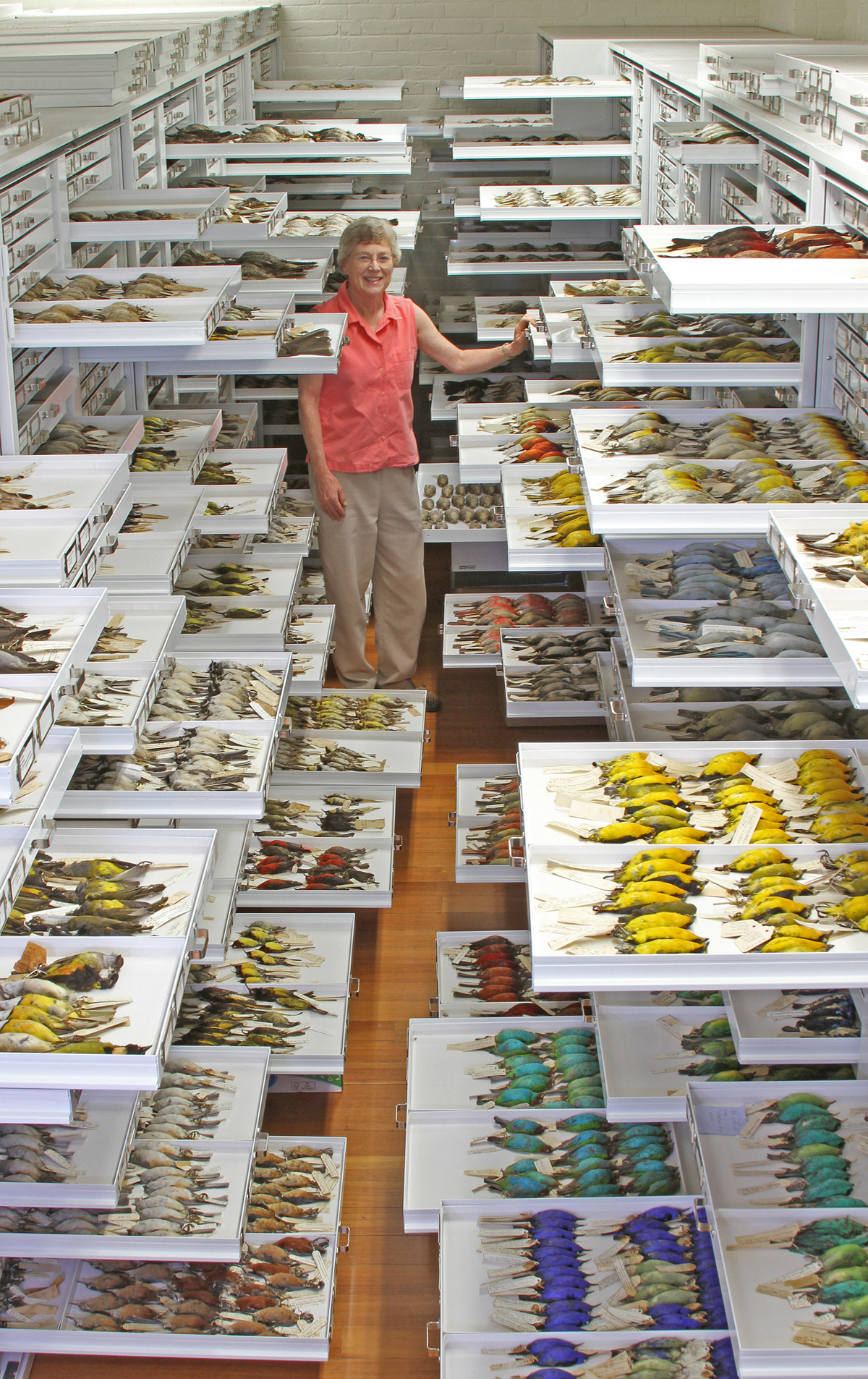
博物馆内鸟类标本

比较动物学博物馆（英語：Museum of Comparative Zoology）是一座位于美国哈佛大学的博物馆。

## 历史
1859年由美国地质学家路易士·阿格西建立于哈佛大学，展品主要来自其私人收藏和哈佛大学学生和教师收藏以及从欧洲购买的化石收藏。路易士·阿格西担任博物馆首任馆长从1859年直至1873年去世。

## 画廊

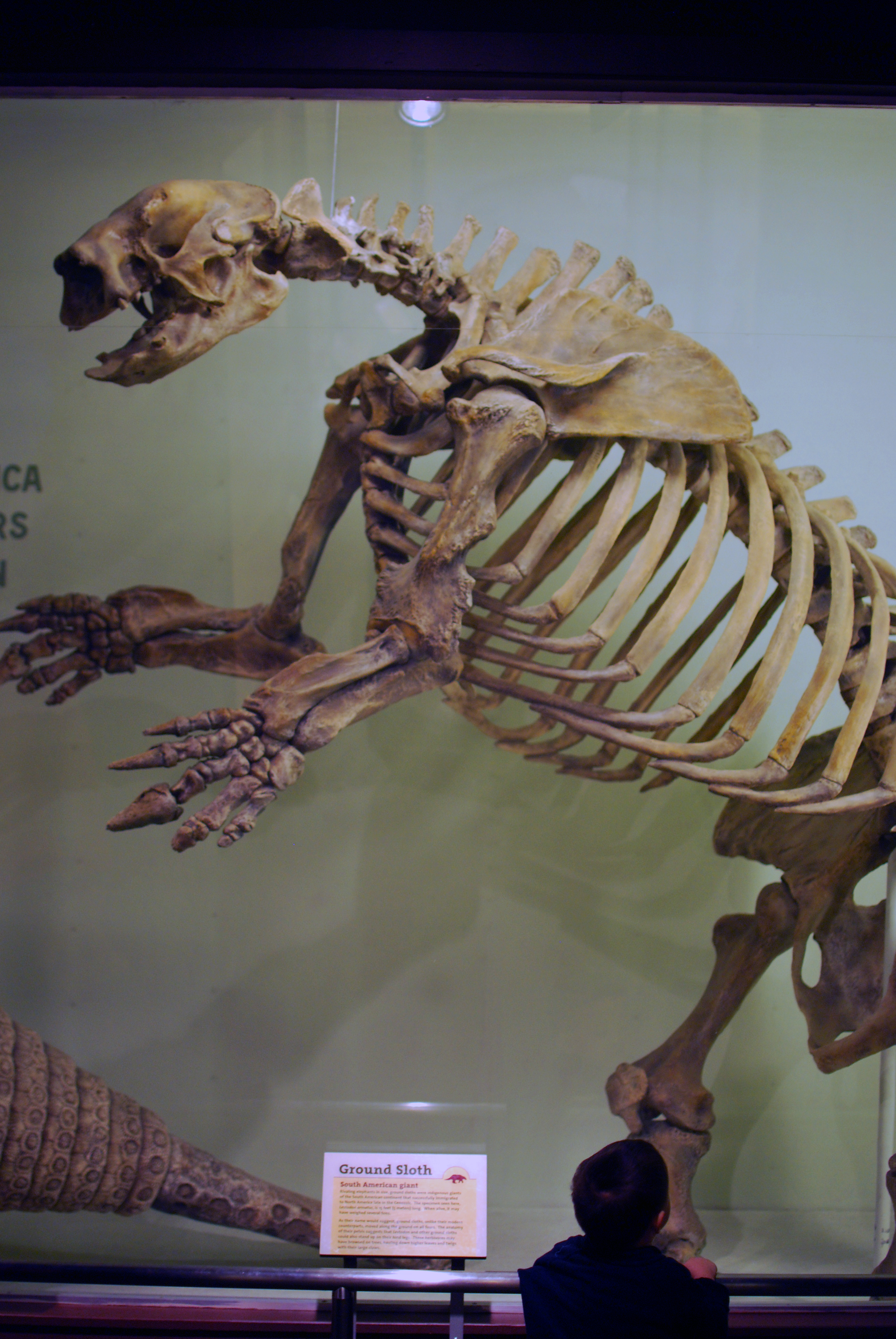
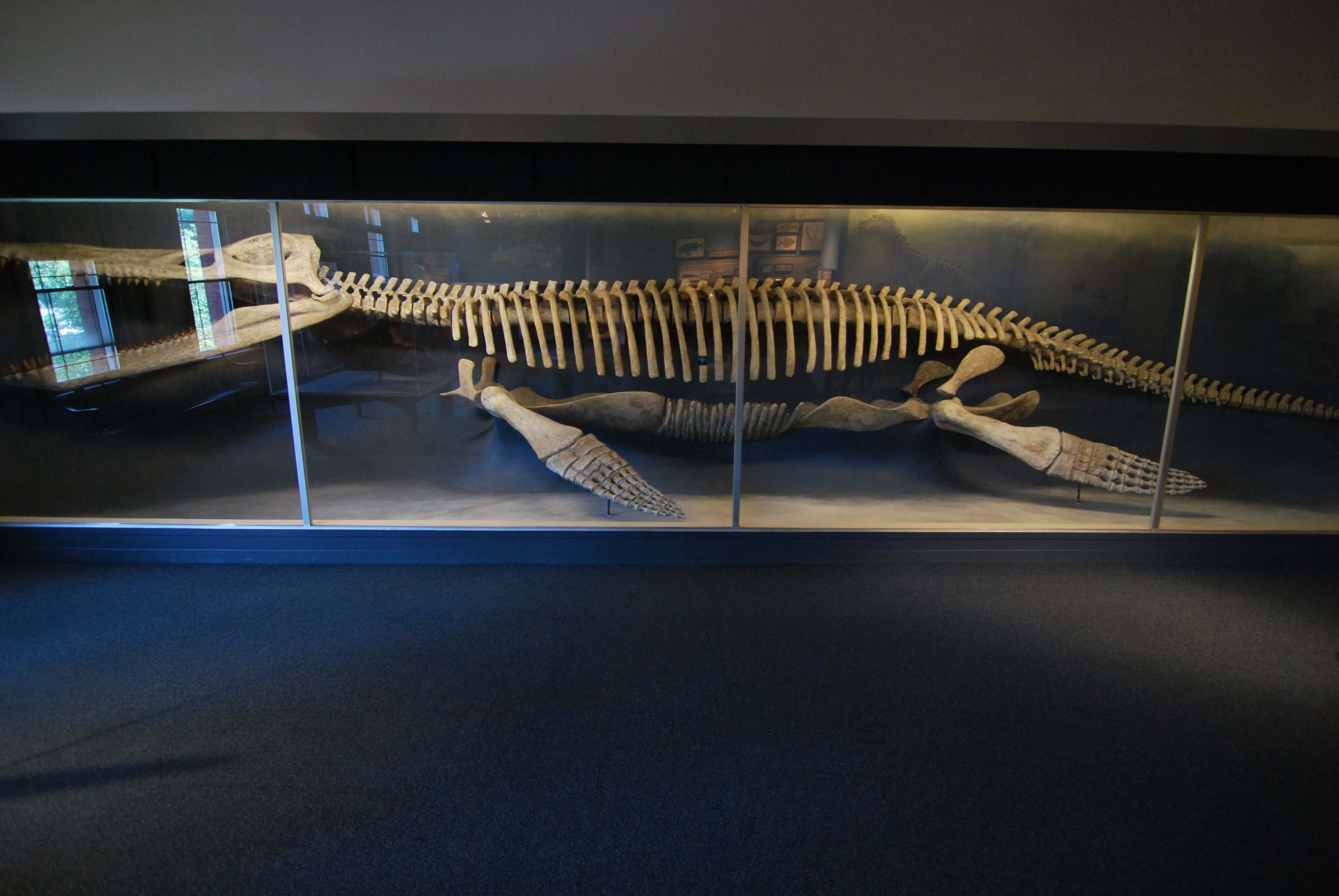
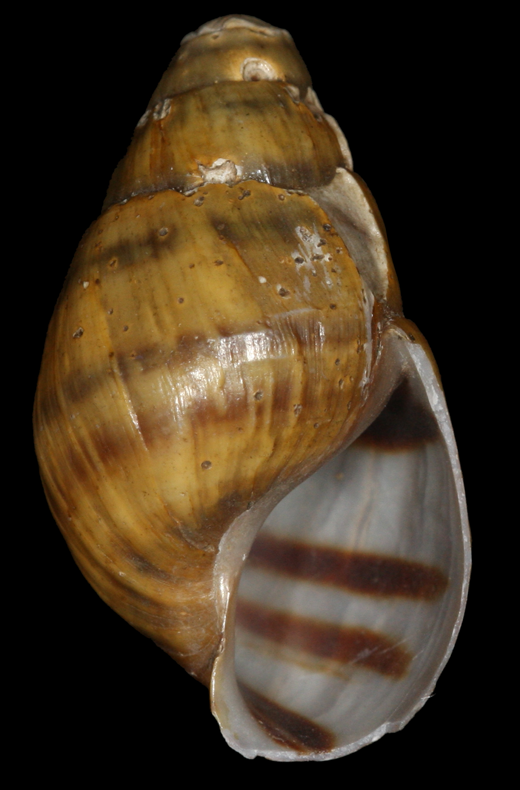